# 白烏 (向海明)
白烏（はくう）は、隋末に自立した向海明が立てた私年号。613年。

## 西暦・干支との対照表
| 白烏 | 元年  |
| 西暦 | 613年 |
| 干支 | 癸酉  |